# Hildrizhausen
Hildrizhausen ist eine Gemeinde in Baden-Württemberg und gehört zum Landkreis Böblingen. Zur Gemeinde Hildrizhausen gehören neben dem Dorf Hildrizhausen keine weiteren Orte. Hildrizhausen ist zusammen mit der Nachbargemeinde Altdorf Teil des Gemeindeverwaltungsverbands Holzgerlingen.

## Geographie
Der Ort liegt auf der Schönbuchlichtung, rund neun Kilometer südlich von Böblingen am Nordrand des Naturpark Schönbuch. Bei Hildrizhausen entspringt eine der zwei Quellen der Würm. Der Quellast trägt bis zur Vereinigung mit der Altdorfer Würm den Namen Hildrizhauser Würm.

### Schutzgebiete
Der größte Teil der Gemarkung steht als Landschaftsschutzgebiet Hildrizhausen unter Schutz. Im Süden liegen die Schonwälder Eselstritt und Mähdertal. Zudem hat die Gemeinde Anteil am FFH-Gebiet, am Vogelschutzgebiet und am Naturpark Schönbuch.

## Geschichte

### Vorgeschichte
Wahrscheinlich geht die Gemeinde Hildrizhausen auf eine Ansiedlung aus der Zeit um 800 n. Chr., also auf die Zeit Karls des Großen, zurück. Die ringförmige Anlage als Runddorf um den Hügel, auf dem man ursprünglich eine keltische Begräbnis-, Versammlungs- oder Kultstätte vermuten kann, findet man in Württemberg selten.

### Mittelalter

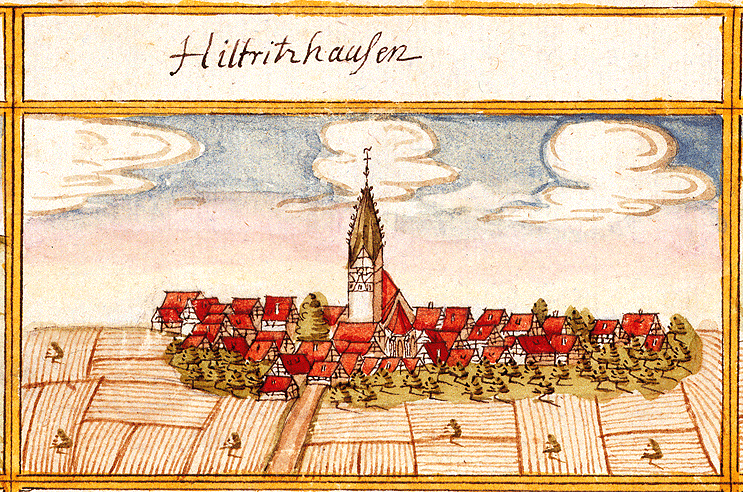
Hildrizhausen 1681 im Forstlagerbuch von Andreas Kieser

Bereits um die Jahrtausendwende waren die Grafen von Hildrizhausen hier ansässig. Die Grafen des Geschlechtes der „Glehuntra“ werden bereits 1007 in einer Schenkungsurkunde des Kaisers Heinrich II. erwähnt, in der er Holzgerlingen dem Bistum Bamberg übergibt.
Diese Grafen hatten das Nutzungsrecht der Wälder und fruchtbaren Äcker auf der Schönbuchlichtung.
In einer Schenkungsurkunde des Klosters Reichenbach werden als Zeugen der bekannte Abt Wilhelm von Hirsau und ein Markgraf Heinrich von Hilteratshusen genannt. Sein Sohn Heinrich II. war verheiratet mit Beatrix, Erbin von Schweinfurt, und somit Schwiegersohn von Otto III. von Schwaben. Ein weiterer Nachkomme der Grafenfamilie, Eberhard von Hilteratshusen, wurde 1097 zum Bischof von Eichstätt ernannt und 1110 geweiht. Er bekleidete dieses Amt bis zu seinem Tod am 6./7. Januar 1112.

#### Stammtafel der Grafen von Hildrizhausen
|                        |                        |                        |                        |                                          |                                          |                                          |                                          |                                          |                                          |               |               |                           |                           |                           |                           | Hugo (1007 Graf in Glehuntare) |                           |                 |                 |                                       |                                       |                                       |                                       |                                       |                                       |              |              |              |              |              |              |                         |                         |                         |                         |                                  |                                  |                                  |                                  |                                  |                                  |                           |                           |                           |                           |                 |                 |                 |                 |  |  |  |  |  |  |  |  |  |  |  |  |
|                        |                        |                        |                        |                                          |                                          |                                          |                                          |                                          |                                          |               |               |                           |                           |                           |                           |                                |                           |                 |                 |                                       |                                       |                                       |                                       |                                       |                                       |              |              |              |              |              |              |                         |                         |                         |                         |                                  |                                  |                                  |                                  |                                  |                                  |                           |                           |                           |                           |                 |                 |                 |                 |  |  |  |  |  |  |  |  |  |  |  |  |
|                        |                        |                        |                        |                                          |                                          |                                          |                                          |                                          |                                          |               |               |                           |                           |                           |                           |                                |                           |                 |                 |                                       |                                       |                                       |                                       |                                       |                                       |              |              |              |              |              |              |                         |                         |                         |                         |                                  |                                  |                                  |                                  |                                  |                                  |                           |                           |                           |                           |                 |                 |                 |                 |  |  |  |  |  |  |  |  |  |  |  |  |
|                        |                        |                        |                        |                                          |                                          |                                          |                                          |                                          |                                          |               |               | Hugo von Kräheneck 1073   | Hugo von Kräheneck 1073   | Hugo von Kräheneck 1073   | Hugo von Kräheneck 1073   | Hugo von Kräheneck 1073        | Hugo von Kräheneck 1073   |                 |                 | Heinrich von Hildrizhausen († 1078)   | Heinrich von Hildrizhausen († 1078)   | Heinrich von Hildrizhausen († 1078)   | Heinrich von Hildrizhausen († 1078)   | Heinrich von Hildrizhausen († 1078)   | Heinrich von Hildrizhausen († 1078)   |              |              |              |              |              |              |                         |                         |                         |                         |                                  |                                  |                                  |                                  |                                  |                                  |                           |                           |                           |                           |                 |                 |                 |                 |  |  |  |  |  |  |  |  |  |  |  |  |
|                        |                        |                        |                        |                                          |                                          |                                          |                                          |                                          |                                          |               |               | Hugo von Kräheneck 1073   | Hugo von Kräheneck 1073   | Hugo von Kräheneck 1073   | Hugo von Kräheneck 1073   | Hugo von Kräheneck 1073        | Hugo von Kräheneck 1073   |                 |                 | Heinrich von Hildrizhausen († 1078)   | Heinrich von Hildrizhausen († 1078)   | Heinrich von Hildrizhausen († 1078)   | Heinrich von Hildrizhausen († 1078)   | Heinrich von Hildrizhausen († 1078)   | Heinrich von Hildrizhausen († 1078)   |              |              |              |              |              |              |                         |                         |                         |                         |                                  |                                  |                                  |                                  |                                  |                                  |                           |                           |                           |                           |                 |                 |                 |                 |  |  |  |  |  |  |  |  |  |  |  |  |
|                        |                        |                        |                        |                                          |                                          |                                          |                                          |                                          |                                          |               |               |                           |                           |                           |                           |                                |                           |                 |                 |                                       |                                       |                                       |                                       |                                       |                                       |              |              |              |              |              |              |                         |                         |                         |                         |                                  |                                  |                                  |                                  |                                  |                                  |                           |                           |                           |                           |                 |                 |                 |                 |  |  |  |  |  |  |  |  |  |  |  |  |
|                        |                        |                        |                        |                                          |                                          |                                          |                                          |                                          |                                          |               |               |                           |                           |                           |                           | Huc de Cranegge                | Huc de Cranegge           | Huc de Cranegge | Huc de Cranegge | Huc de Cranegge                       | Huc de Cranegge                       |                                       |                                       | Heinrich II.                          | Heinrich II.                          | Heinrich II. | Heinrich II. | Heinrich II. | Heinrich II. |              |              | Beatrix von Schweinfurt | Beatrix von Schweinfurt | Beatrix von Schweinfurt | Beatrix von Schweinfurt | Beatrix von Schweinfurt          | Beatrix von Schweinfurt          |                                  |                                  |                                  |                                  |                           |                           |                           |                           |                 |                 |                 |                 |  |  |  |  |  |  |  |  |  |  |  |  |
|                        |                        |                        |                        |                                          |                                          |                                          |                                          |                                          |                                          |               |               |                           |                           |                           |                           | Huc de Cranegge                | Huc de Cranegge           | Huc de Cranegge | Huc de Cranegge | Huc de Cranegge                       | Huc de Cranegge                       |                                       |                                       | Heinrich II.                          | Heinrich II.                          | Heinrich II. | Heinrich II. | Heinrich II. | Heinrich II. |              |              | Beatrix von Schweinfurt | Beatrix von Schweinfurt | Beatrix von Schweinfurt | Beatrix von Schweinfurt | Beatrix von Schweinfurt          | Beatrix von Schweinfurt          |                                  |                                  |                                  |                                  |                           |                           |                           |                           |                 |                 |                 |                 |  |  |  |  |  |  |  |  |  |  |  |  |
|                        |                        |                        |                        |                                          |                                          |                                          |                                          |                                          |                                          |               |               |                           |                           |                           |                           |                                |                           |                 |                 |                                       |                                       |                                       |                                       |                                       |                                       |              |              |              |              |              |              |                         |                         |                         |                         |                                  |                                  |                                  |                                  |                                  |                                  |                           |                           |                           |                           |                 |                 |                 |                 |  |  |  |  |  |  |  |  |  |  |  |  |
|                        |                        |                        |                        |                                          |                                          |                                          |                                          |                                          |                                          |               |               |                           |                           |                           |                           |                                |                           |                 |                 |                                       |                                       |                                       |                                       |                                       |                                       |              |              |              |              |              |              |                         |                         |                         |                         |                                  |                                  |                                  |                                  |                                  |                                  |                           |                           |                           |                           |                 |                 |                 |                 |  |  |  |  |  |  |  |  |  |  |  |  |
|                        |                        |                        |                        | (1) Gottfried I. von Kappenberg († 1106) | (1) Gottfried I. von Kappenberg († 1106) | (1) Gottfried I. von Kappenberg († 1106) | (1) Gottfried I. von Kappenberg († 1106) | (1) Gottfried I. von Kappenberg († 1106) | (1) Gottfried I. von Kappenberg († 1106) |               |               | Beatrix von Hildrizhausen | Beatrix von Hildrizhausen | Beatrix von Hildrizhausen | Beatrix von Hildrizhausen | Beatrix von Hildrizhausen      | Beatrix von Hildrizhausen |                 |                 | (2) Heinrich I. von Rietberg († 1115) | (2) Heinrich I. von Rietberg († 1115) | (2) Heinrich I. von Rietberg († 1115) | (2) Heinrich I. von Rietberg († 1115) | (2) Heinrich I. von Rietberg († 1115) | (2) Heinrich I. von Rietberg († 1115) |              |              | Otto (Mönch) | Otto (Mönch) | Otto (Mönch) | Otto (Mönch) | Otto (Mönch)            | Otto (Mönch)            |                         |                         | Eberhard (Bischof von Eichstätt) | Eberhard (Bischof von Eichstätt) | Eberhard (Bischof von Eichstätt) | Eberhard (Bischof von Eichstätt) | Eberhard (Bischof von Eichstätt) | Eberhard (Bischof von Eichstätt) |                           |                           | Konrad († 1104)           | Konrad († 1104)           | Konrad († 1104) | Konrad († 1104) | Konrad († 1104) | Konrad († 1104) |  |  |  |  |  |  |  |  |  |  |  |  |
|                        |                        |                        |                        | (1) Gottfried I. von Kappenberg († 1106) | (1) Gottfried I. von Kappenberg († 1106) | (1) Gottfried I. von Kappenberg († 1106) | (1) Gottfried I. von Kappenberg († 1106) | (1) Gottfried I. von Kappenberg († 1106) | (1) Gottfried I. von Kappenberg († 1106) |               |               | Beatrix von Hildrizhausen | Beatrix von Hildrizhausen | Beatrix von Hildrizhausen | Beatrix von Hildrizhausen | Beatrix von Hildrizhausen      | Beatrix von Hildrizhausen |                 |                 | (2) Heinrich I. von Rietberg († 1115) | (2) Heinrich I. von Rietberg († 1115) | (2) Heinrich I. von Rietberg († 1115) | (2) Heinrich I. von Rietberg († 1115) | (2) Heinrich I. von Rietberg († 1115) | (2) Heinrich I. von Rietberg († 1115) |              |              | Otto (Mönch) | Otto (Mönch) | Otto (Mönch) | Otto (Mönch) | Otto (Mönch)            | Otto (Mönch)            |                         |                         | Eberhard (Bischof von Eichstätt) | Eberhard (Bischof von Eichstätt) | Eberhard (Bischof von Eichstätt) | Eberhard (Bischof von Eichstätt) | Eberhard (Bischof von Eichstätt) | Eberhard (Bischof von Eichstätt) |                           |                           | Konrad († 1104)           | Konrad († 1104)           | Konrad († 1104) | Konrad († 1104) | Konrad († 1104) | Konrad († 1104) |  |  |  |  |  |  |  |  |  |  |  |  |
|                        |                        |                        |                        |                                          |                                          |                                          |                                          |                                          |                                          |               |               |                           |                           |                           |                           |                                |                           |                 |                 |                                       |                                       |                                       |                                       |                                       |                                       |              |              |              |              |              |              |                         |                         |                         |                         |                                  |                                  |                                  |                                  |                                  |                                  |                           |                           |                           |                           |                 |                 |                 |                 |  |  |  |  |  |  |  |  |  |  |  |  |
|                        |                        |                        |                        |                                          |                                          |                                          |                                          |                                          |                                          |               |               |                           |                           |                           |                           |                                |                           |                 |                 |                                       |                                       |                                       |                                       |                                       |                                       |              |              |              |              |              |              |                         |                         |                         |                         |                                  |                                  |                                  |                                  |                                  |                                  |                           |                           |                           |                           |                 |                 |                 |                 |  |  |  |  |  |  |  |  |  |  |  |  |
|                        |                        |                        |                        |                                          |                                          |                                          |                                          |                                          |                                          |               |               |                           |                           |                           |                           |                                |                           |                 |                 |                                       |                                       |                                       |                                       |                                       |                                       |              |              |              |              |              |              |                         |                         |                         |                         |                                  |                                  |                                  |                                  |                                  |                                  |                           |                           |                           |                           |                 |                 |                 |                 |  |  |  |  |  |  |  |  |  |  |  |  |
|                        |                        |                        |                        |                                          |                                          |                                          |                                          |                                          |                                          |               |               |                           |                           |                           |                           |                                |                           |                 |                 |                                       |                                       |                                       |                                       |                                       |                                       |              |              |              |              |              |              |                         |                         |                         |                         |                                  |                                  |                                  |                                  |                                  |                                  |                           |                           |                           |                           |                 |                 |                 |                 |  |  |  |  |  |  |  |  |  |  |  |  |
| Gottfried II. († 1127) | Gottfried II. († 1127) | Gottfried II. († 1127) | Gottfried II. († 1127) | Gottfried II. († 1127)                   | Gottfried II. († 1127)                   |                                          |                                          | Otto († 1171)                            | Otto († 1171)                            | Otto († 1171) | Otto († 1171) | Otto († 1171)             | Otto († 1171)             |                           |                           | Gerberga                       | Gerberga                  | Gerberga        | Gerberga        | Gerberga                              | Gerberga                              |                                       |                                       | Beatrix                               | Beatrix                               | Beatrix      | Beatrix      | Beatrix      | Beatrix      |              |              | Eilika von Rietberg     | Eilika von Rietberg     | Eilika von Rietberg     | Eilika von Rietberg     | Eilika von Rietberg              | Eilika von Rietberg              |                                  |                                  | Egilmar II. von Oldenburg        | Egilmar II. von Oldenburg        | Egilmar II. von Oldenburg | Egilmar II. von Oldenburg | Egilmar II. von Oldenburg | Egilmar II. von Oldenburg |                 |                 |                 |                 |  |  |  |  |  |  |  |  |  |  |  |  |
| Gottfried II. († 1127) | Gottfried II. († 1127) | Gottfried II. († 1127) | Gottfried II. († 1127) | Gottfried II. († 1127)                   | Gottfried II. († 1127)                   |                                          |                                          | Otto († 1171)                            | Otto († 1171)                            | Otto († 1171) | Otto († 1171) | Otto († 1171)             | Otto († 1171)             |                           |                           | Gerberga                       | Gerberga                  | Gerberga        | Gerberga        | Gerberga                              | Gerberga                              |                                       |                                       | Beatrix                               | Beatrix                               | Beatrix      | Beatrix      | Beatrix      | Beatrix      |              |              | Eilika von Rietberg     | Eilika von Rietberg     | Eilika von Rietberg     | Eilika von Rietberg     | Eilika von Rietberg              | Eilika von Rietberg              |                                  |                                  | Egilmar II. von Oldenburg        | Egilmar II. von Oldenburg        | Egilmar II. von Oldenburg | Egilmar II. von Oldenburg | Egilmar II. von Oldenburg | Egilmar II. von Oldenburg |                 |                 |                 |                 |  |  |  |  |  |  |  |  |  |  |  |  |

#### Burg Hildrizhausen
Die Burg zu Hilteratshusen war wohl eher ein Festes Haus als nach heutigem Verständnis eine Burg. Sie lag vermutlich im Bereich des alten Würm- und Ruckenbach-Verlaufs und war so möglicherweise mit einem natürlichen Wassergraben umgeben.
Nach 1100 starb das Grafengeschlecht aus. Bis zu dieser Zeit gehörte auch Magstadt, Holzgerlingen und die Burg Kräheneck zu dem Besitz der Grafen von Hildrizhausen, des Weiteren gehörten auch viele ritterliche Dienstleute und an die 2000 kleinere und mittlere Bauerngüter dazu.
Die Burg zu Hilteratshusen und die dazugehörigen Ländereien erbten zunächst die westfälischen Grafen von Kappenberg. Gottfried II. und Otto von Kappenberg wollten diese Besitztümer den Klöstern Ilbenstadt und Kappenberg stiften. Dies verhinderte Herzog Friedrich II. von Schwaben, dieser kaufte die Burg und die Ländereien um 1122/24 für 500 Mark Silber. Dabei wurde das Goldene Reliquienkreuz mit Kette von Byzantinischer Herkunft zu 100 Mark Silber angerechnet. Damit gehörte der alte Besitz der Hildrizhauser Grafen nun dem staufischen Herzog von Schwaben. Um 1145 bekamen die Pfalzgrafen von Tübingen den ehemaligen Besitz der Grafen von Hildrizhausen. Im Gegenzug erhielt der staufische Herzog die Pfalz in Ulm und die ostschwäbischen Besitzungen. Am 2. Januar 1296 verpfändeten die Grafen Eberhard von Tübingen und Rudolf II. der Scheerer das Dorf an das Kloster Bebenhausen.
1165 wurde die Burg von Welf VII. von Bayern bei den Auseinandersetzungen der Tübinger Fehde zerstört. Der Ort wechselte noch öfter den Besitzer und kam 1382 endgültig an die Grafen von Württemberg, die Hildrizhausen dem oberen Amt des Schönbuchs und später dem Amt Herrenberg zuordneten.
Mit der Gründung eines Kollegiatstiftes an der Pfarrkirche St. Nikomedes wurde wohl der Bau der Kirche von den Grafen von Hildrizhausen in Auftrag gegeben. Sie wird etwa um 1050 (evtl. auch früher), spätestens um 1080 im romanischen Stil als dreischiffige Pfeilerbasilika mit eingezogenem Querschiff (wohl noch vor der Martinskirche in Sindelfingen) errichtet. Erstmals wird sie 1275 erwähnt. Sie ist somit eine der ältesten Kirchen Süddeutschlands. Sie ist nicht, wie so oft erwähnt wird, an der Stelle und mit dem Material der zerstörten Burg errichtet. 1515 wurde der gotische Chor fertiggestellt, der den uns unbekannten romanischen Chorschluss ersetzte. Leider wurde etwa um 1627 das nördliche Seitenschiff, das wohl recht baufällig geworden war, abgebrochen. Geweiht war die Kirche dem heiligen Nikomedes (Märtyrer aus frühchristlicher Zeit in Rom), war jedoch offiziell nie eine Wallfahrtskirche. Dennoch pilgerten bis etwa 1556 hauptsächlich Mütter nach Hildrizhausen, um für die Gesundheit ihrer Kinder zu beten.

### Neuzeit bis zum Zweiten Weltkrieg

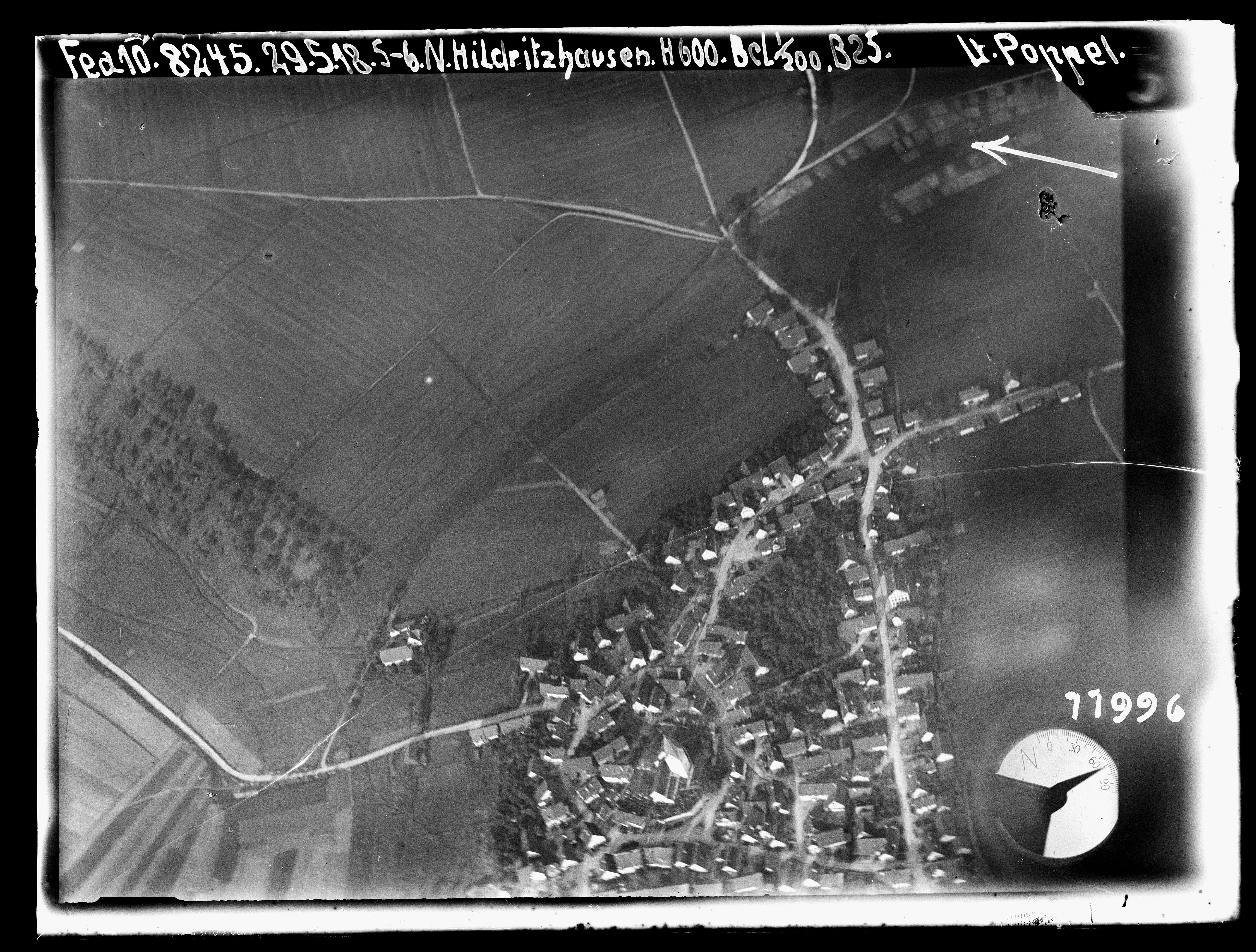
Luftbild von Hildrizhausen, Mai 1918

1573 verkauft die Gemeinde Hildrizhausen aus einer Notlage heraus ca. 8,7 ha Waldgebiet an den Herzog Ludwig. Das Gebiet heißt heute „Gereuth“, weil die Hildrizhausener Bürger diesen Verkauf schwer bereuten. „Anno 1573 hat die Kommun Hildrizhausen in einer fruchtteuren Zeit 29 Morgen Waldes, genannt der Krüter Hau an Herzog Ludwig verkauft.“
Im Jahre 1620 schrieb der Ortspfarrer Bartholomäus Eyselin die Ortschronik „Chronicon patriae Hildrizhusanae et Herrenbergicae“.
Die ältesten mit Schnitzereien und Ornamenten verzierten Fachwerkhäuser, die man heute noch an der Ringstraße findet, stammen aus dem 16. Jahrhundert. Etliche von ihnen stehen unter Denkmalschutz.
Bei der Neugliederung des jungen Königreichs Württemberg am Anfang des 19. Jahrhunderts blieb die Zugehörigkeit von Hildrizhausen zum Oberamt Herrenberg bestehen. Bei der Kreisreform während der NS-Zeit in Württemberg kam die Gemeinde 1938 zum Landkreis Böblingen. Während jener Zeit des Nationalsozialismus war der Ehninger Ortsvorsteher Karl Heeß kommissarisch auch für Hildrizhausen zuständig.

### Zweiter Weltkrieg
Im Zweiten Weltkrieg wurde die Gemeinde in der Nacht vom 7./8. Oktober 1943 mit Brandbomben belegt und schwer zerstört. Über 60 Familien wurden in dieser Nacht obdachlos. Im Laufe der Löscharbeiten trat völliger Wassermangel ein, so dass viele Häuser, die man sonst vielleicht hätte retten können, komplett niederbrannten. Als das Wasser zur Neige ging, löschte man mit Gülle und Most. Die Hitze der Brände war so groß, dass das Hartgeld in der Kasse des Kirchenpflegers zu einem Klumpen zusammenschmolz.

### Nachkriegszeit
Von 1945 bis 1952 gehörte Hildrizhausen zum Land Württemberg-Baden, das 1945 in der Amerikanischen Besatzungszone gegründet worden war. 1952 gelangte die Gemeinde zum neuen Bundesland Baden-Württemberg.
In den Jahren 1988 bis 2000 wurde in Hildrizhausen eine umfassende Ortskernsanierung durchgeführt. Besonders Infrastruktur und öffentliche Gebäude wurden saniert und ausgebaut.

### Religionen
Hildrizhausen ist seit der Reformation evangelisch. Die evangelische Kirche aus dem zwölften Jahrhundert prägt den Ortskern. Heute gibt es daneben auch eine katholische. Die neuapostolische Kirche unterhält kein Gebäude mehr, die Gemeinde wurde mit Holzgerlingen zusammengelegt.
Die evangelische Gemeinde gehört zum Kirchenbezirk Herrenberg und hat ca. 1700 Mitglieder. Das Pfarrhaus zur Kirche (siehe Geschichte) wurde von Heinrich Schickhardt 1606 erbaut.

### Einwohnerentwicklung

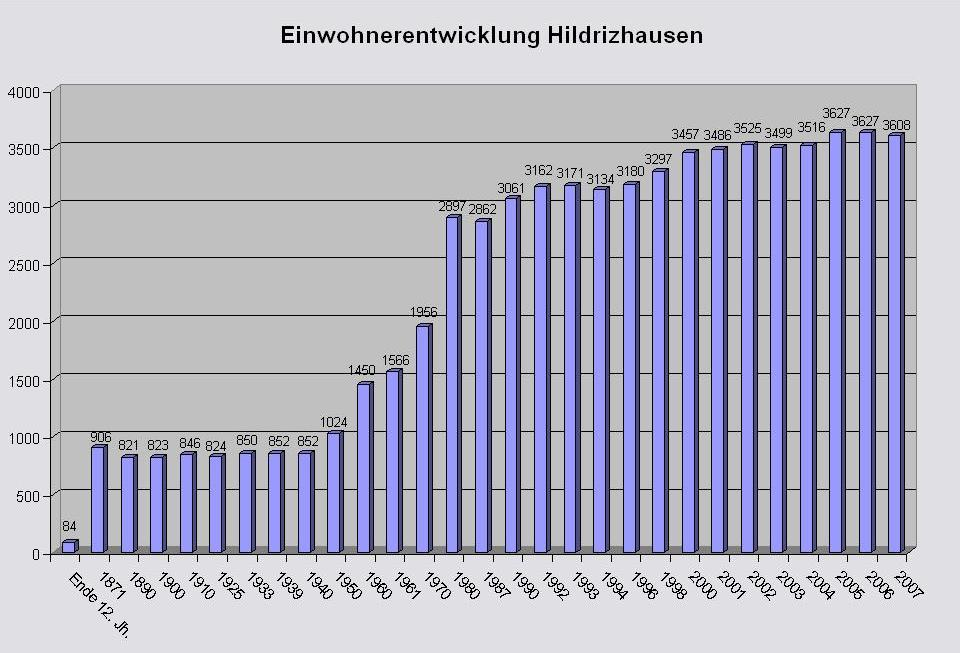
Diagramm – Einwohnerentwicklung in Hildrizhausen

| Jahr         | Einwohnerzahl | Jahr | Einwohnerzahl |
| ------------ | ------------- | ---- | ------------- |
| Ende 12. Jh. | 84            | 1970 | 1956          |
| 1871         | 906           | 1980 | 2897          |
| 1890         | 821           | 1987 | 2862          |
| 1900         | 823           | 1990 | 3061          |
| 1910         | 846           | 1995 | 3163          |
| 1925         | 824           | 2000 | 3457          |
| 1933         | 850           | 2005 | 3627          |
| 1939         | 852           | 2010 | 3593          |
| 1940         | 852           | 2015 | 3645          |
| 1950         | 1024          | 2020 | 3616          |
| 1960         | 1450          |      |               |

## Politik

### Gemeinderat
Der Gemeinderat in Hildrizhausen besteht aus den 12 gewählten ehrenamtlichen Gemeinderäten und dem Bürgermeister als Vorsitzendem. Der Bürgermeister ist im Gemeinderat stimmberechtigt.
Die Kommunalwahl am 9. Juni 2024 führte zu folgendem Ergebnis.
| Parteien und Wählergemeinschaften | Parteien und Wählergemeinschaften           | % 2024  | Sitze 2024 | % 2019  | Sitze 2019 | Kommunalwahl 2024 %706050403020100 62,06 %37,94 % FWCDUGewinne/Verlusteim Vergleich zu 2019 %p 4 2 0 −2 −4−3,68 %p+3,68 %pFWCDU |
| FW                                | Freie Wähler Hildrizhausen                  | 62,06   | 7          | 65,74   | 8          | Kommunalwahl 2024 %706050403020100 62,06 %37,94 % FWCDUGewinne/Verlusteim Vergleich zu 2019 %p 4 2 0 −2 −4−3,68 %p+3,68 %pFWCDU |
| CDU                               | Christlich Demokratische Union Deutschlands | 37,94   | 5          | 34,26   | 4          | Kommunalwahl 2024 %706050403020100 62,06 %37,94 % FWCDUGewinne/Verlusteim Vergleich zu 2019 %p 4 2 0 −2 −4−3,68 %p+3,68 %pFWCDU |
| Gesamt                            | Gesamt                                      | 100,0   | 12         | 100,0   | 12         | Kommunalwahl 2024 %706050403020100 62,06 %37,94 % FWCDUGewinne/Verlusteim Vergleich zu 2019 %p 4 2 0 −2 −4−3,68 %p+3,68 %pFWCDU |
| Wahlbeteiligung                   | Wahlbeteiligung                             | 66,81 % | 66,81 %    | 64,46 % | 64,46 %    | Kommunalwahl 2024 %706050403020100 62,06 %37,94 % FWCDUGewinne/Verlusteim Vergleich zu 2019 %p 4 2 0 −2 −4−3,68 %p+3,68 %pFWCDU |

### Bürgermeister
Im Juni 2018 wurde Matthias Schöck für eine dritte Amtszeit wiedergewählt. Sein Vorgänger war Hermann König.

### Wappen
Das Wappen zeigt in Silber auf grünem Boden, der mit einem silbernen Pflugmesser (Sech) belegt ist, ein rotes Haus.
Das rote Haus symbolisiert das „Hilderatshaus“ in Anlehnung an die Burg Hilteratshusen (siehe Geschichte). Das weiße Pflugmesser steht für die Landwirtschaft, die in und um die Gemeinde stark betrieben wird.

## Wirtschaft und Infrastruktur

### Verkehr
Hildrizhausen ist über die Bundesautobahn 81 (Abfahrt Nr. 26) an das überregionale Straßennetz angeschlossen. Die „Bodenseeautobahn“ führt von Würzburg nach Gottmadingen bei Singen und wurde Ende der siebziger Jahre erbaut.
Die Buslinie 752 des Verkehrsverbundes VVS verbindet die Gemeinde mit dem Haltepunkt Ehningen (b Böblingen) an der Gäubahn, der von der Linie S1 der S-Bahn Stuttgart bedient wird, sowie mit der Schönbuchbahn in Holzgerlingen.

### Wasserversorgung
Hildrizhausen bezog sein Trinkwasser nicht, wie viele umliegenden Kommunen, aus dem Netz der Bodensee-Wasserversorgung, sondern war bis 2023 zu 100 % Selbstversorger. Seit 2006 wurde die Trinkwasserversorgung aus vier Quellen gespeist.
- Heiligenquelle I: Sanierung im Jahr 2007; Entnahme bis ca. 7 l/s
- Heiligenquelle II: Ausbau 1978; Entnahme bis ca. 2,0 l/s
- Sportplatz: Ausbau 1966/67; Entnahme bis ca. 2,0 l/s
- Betteltal: Ausbau 2005; Entnahme bis ca. 7 l/s

Das Wasser der einzelnen Brunnen wird im Zwischenbehälter Lettenbühl zusammengeführt und mit Hilfe einer Chlordosierungsanlage auf ein Mindestmaß gechlort. Vom Zwischenbehälter wird das Trinkwasser noch zum Hochbehälter Rötelberg (ca. 540 m ü. NN) gepumpt. Von hier aus wird das Trinkwasser in das Ortsnetz eingespeist. Der Hochbehälter soll im gesamten Gemeindegebiet einen ausreichenden Wasserdruck garantieren.
Das Mischwasser im Leitungsnetz hat bei einer gleichzeitigen Nutzung aller vier Brunnen einen Härtegrad von ca. 17,5 °dH. Bis zur Inbetriebnahme des Brunnens Betteltal lag der Härtegrad bei rund 21 °dH.
Mit diesem Wasser wird auch ein Quellwasser-Freibad betrieben. 1935 hoben freiwillige Bürger des Ortes mit Pickel und Schaufel eine 8 mal 4 Meter große Grube aus, und erschufen so das zweite Freibad im Kreis Böblingen, nach Herrenberg. 1960 wurde das Freibad und das Schwimmbecken renoviert. 1994 wurde dieses Familienbad erneut saniert. Jährlich besuchen über 60.000 Badegäste das Freibad.
Im Jahr 1982 wurde der Brunnen „Heiligenquelle III“ auf eine Tiefe von max. 51 m als Mineralbrunnen ausgebaut. Das Wasser wurde bis zum Jahr 1988 in einer kleinen Sprudelfabrik in der Quellenstraße in Flaschen abgefüllt. Derzeit wird das Mineralwasser in den Sommermonaten genutzt, um den Dorfbrunnen bei der Kirche zu versorgen.
Im Jahr 2017 lieferte die Ammertal-Schönbuchgruppe Trinkwasser per Tankwagen nach Hildrizhausen, weil die eigene Versorgung der Gemeinde an die Grenzen ihrer Leistungsfähigkeit gekommen war. In der Folge wurden verschiedene Szenarien untersucht, mit denen sich die Trinkwasserversorgung der Gemeinde langfristig sichern lässt und welche Kosten dabei anfallen würden. Im Ergebnis wurde beschlossen Hildrizhausen zusammen mit Altdorf an die Ammertal-Schönbuchgruppe anzuschließen. Im Jahr 2023 wurde mit dem Bau einer 5,4 km langen Versorgungsleitung von Holzgerlingen über Altdorf nach Hildrizhausen begonnen. Die Leitung  soll mit ca. 70.000 m³ pro Jahr die Wasserversorgung ergänzen. Das Rohr hat einen Durchmesser von 300 mm von Holzgerlingen bis zum Sportplatz in Altdorf, von dort bis zum Steinhauweg am Friedhof Hildrizhausen 250 mm und weiter bis zum Behälter Lettenbühl 125 mm Durchmesser. Von Lettenbühl bis Rötelberg gibt es eine zusätzliche Leitung von 125 mm. Zugleich wurden für künftige Erweiterungen auf der Trasse drei Leerrohre vom Durchmesser 50 mm eingebaut.
Im kommunalen Zweckverband Würmursprung wird von den Gemeinden Altdorf und Hildrizhausen eine Gemeinschaftskläranlage betrieben. Diese verfügt über drei Reinigungsstufen und sorgt für eine umweltgerechte Abwasseraufbereitung.

### Bildungseinrichtungen

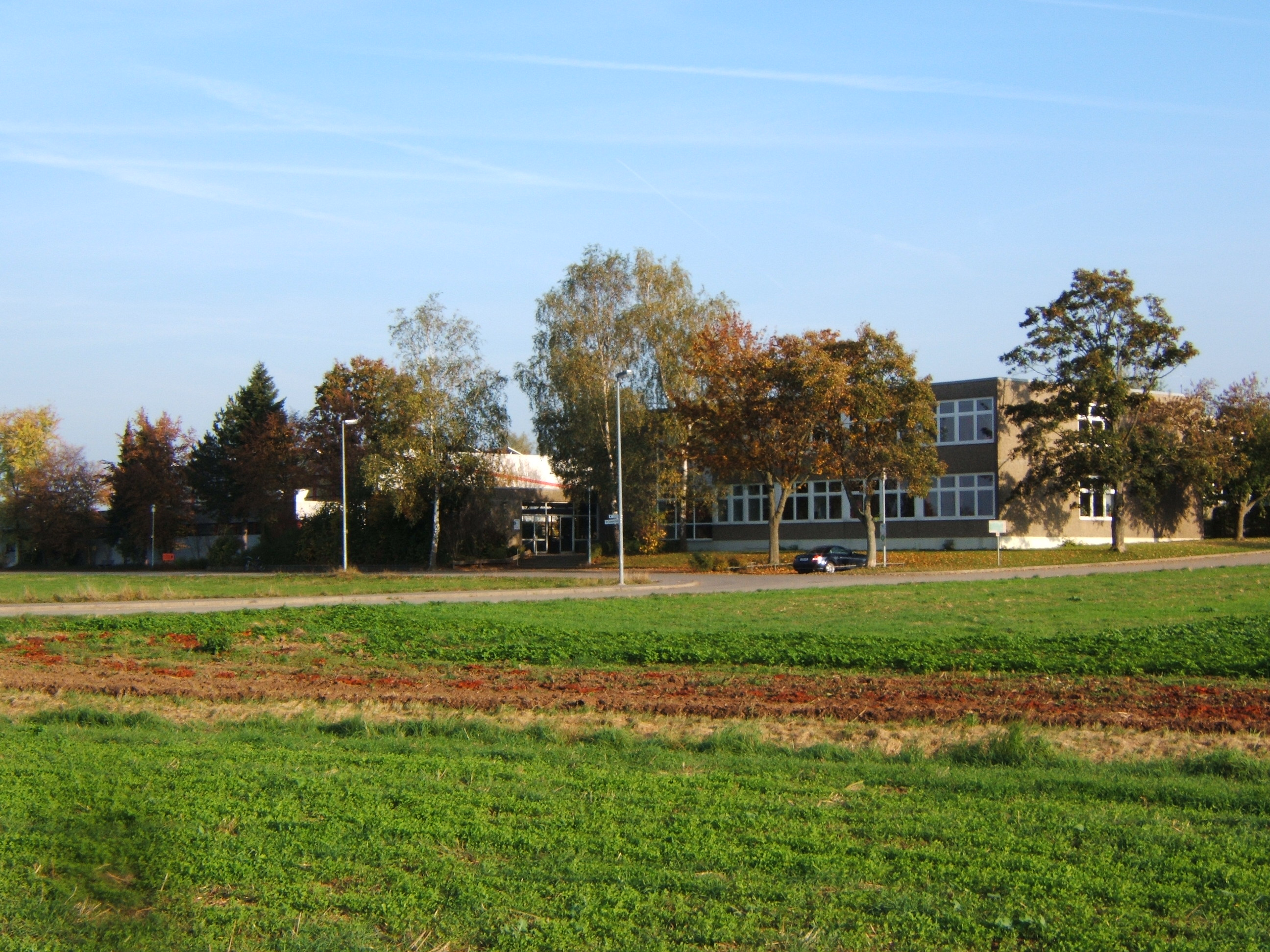
Schönbuchschule

Das im Zweiten Weltkrieg zerstörte Schulgebäude wurde 1950 wieder aufgebaut. Es diente weitere 20 Jahre den Schülern als Lehr- und Unterrichtsstätte, bis im Herbst 1970 die Schulkinder in die neu erbaute Schönbuchschule einziehen konnten. Das alte Schulhaus wurde 1971 zum Rathaus umgebaut, in dem bis 1999 auch die Post und bis 2004 die Polizei ihr Domizil hatten.
Die Schönbuchschule ist eine reine Grundschule. Eine Hauptschule befindet sich in der Nachbargemeinde Altdorf.
Schüler, die nach der Grundschule den Weg der Mittleren Reife oder des Abitures wählen, gehen in der Regel auf die Otto-Rommel-Realschule bzw. das Schönbuch-Gymnasium in Holzgerlingen.
Die 1975 erbaute Turnhalle (Schönbuchhalle) der Schönbuchschule wird außerdem auch als Fest- und Mehrzweckhalle für Veranstaltungen genutzt.
Im Jahr 2008 wurde die Schönbuchschule erneut erweitert. Diesmal wurde ein Mehrzweckraum eingerichtet, der nicht nur der Schule, sondern auch den örtlichen Vereinen zur Verfügung stehen soll.

## Kultur und Sehenswürdigkeiten
- Die Obere Linde an der Oberen Talwiese ist eines der Naturdenkmale in Hildrizhausen.
- Historischer Dorfkern mit (unter Denkmalschutz stehenden) Fachwerkhäusern.

### Bauwerke

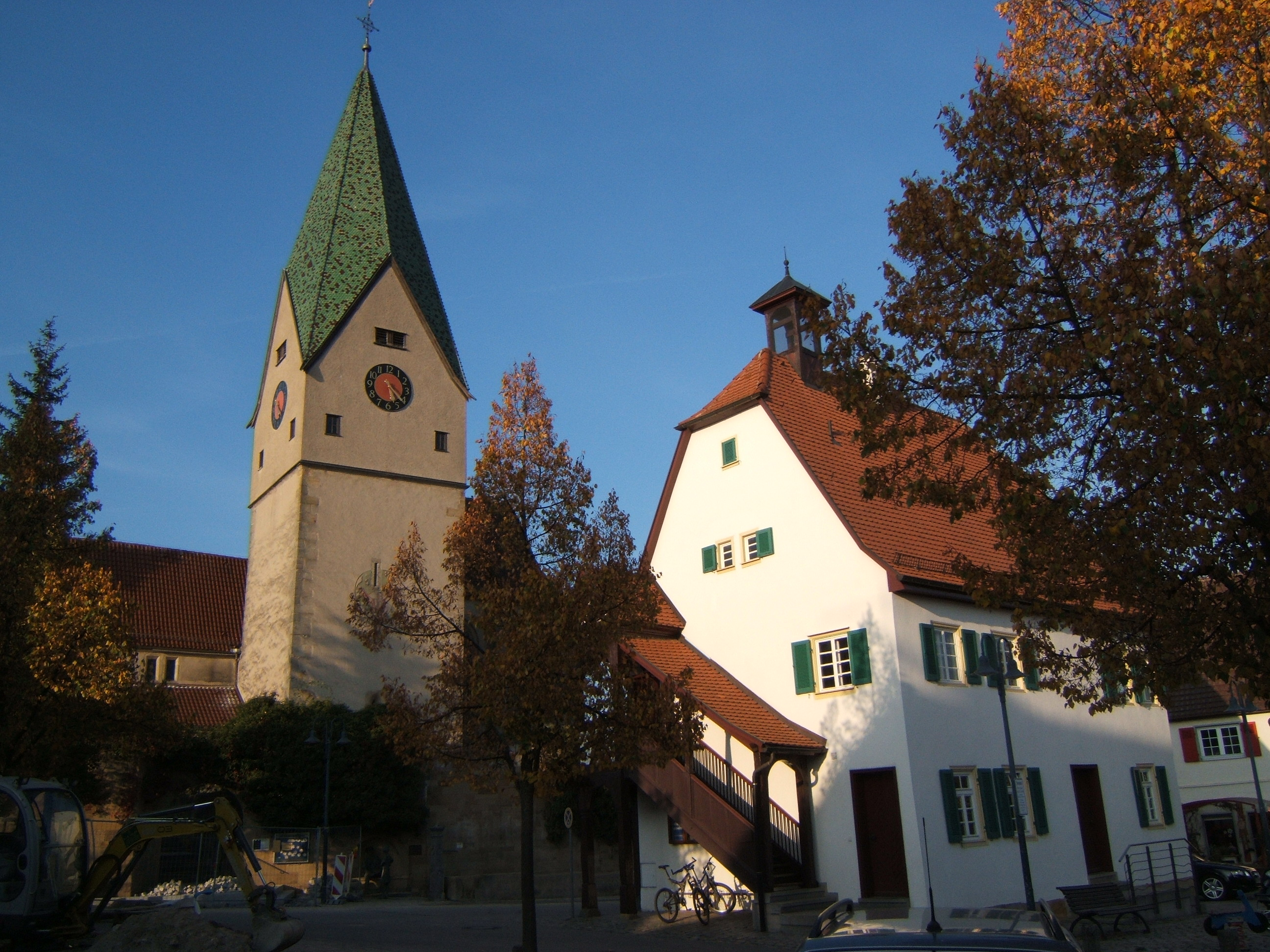
Nikomedeskirche und Altes Rathaus der Gemeinde Hildrizhausen

- Nikomedeskirche. Kollegiatstift von 1275 bis 1439.

### Regelmäßige Veranstaltungen
In Hildrizhausen startet jährlich am dritten Sonntag im Oktober der Schönbuchlauf.

## Persönlichkeiten

### Ehrenbürger
- Werner Zimmermann (Altbürgermeister)

### Söhne und Töchter der Stadt
- Bartholomäus Eyselin (1576–1633), Theologe (schrieb 1620 die Hildrizhausener Chronik)
- Johann Michael Holder (1796–1861), Porträtmaler
- Adolf Friedrich Heim (1836–1912), Lehrer und Erfinder, 1881 1. Reichspatent auf ein lenkbares Luftschiff

### Sonstige mit der Gemeinde in Verbindung stehende Persönlichkeiten
- Ernst von Mohl (1849–1929), Ordinarius in Sankt Petersburg; verbrachte seine Jugend in Hildrizhausen